# Diccionari Jurídic Català
El Diccionari Jurídic Català és un diccionari especialitzat en línia que entrà en servei el 2011.
Té l'origen en una iniciativa del 1996 de la Fundació Jaume Callís, on va coincidir que un dels seus patrons, Josep Maria Mas Solench era també el president de la Societat Catalana d'Estudis Jurídics, filial de l'Institut d'Estudis Catalans (IEC), una entitat que finalment es va fer càrrec de l'obra, i n'assumí el cost i la direcció de l'elaboració, en la qual van participar uns 350 especialistes, entre redactors i correctors. El Diccionari Jurídic Català ha estat el resultat d'una iniciativa de més de deu anys d'elaboració, sota l'auspici de la Societat Catalana d'Estudis Jurídics.
L'objectiu del diccionari és ajudar els professionals del dret en l'ús de termes jurídics en català. Concebut com a diccionari enciclopèdic, en la fase inicial contenia unes 8.000 entrades que comprenen lèxic (tant comú com especialitzat, antic i modern i fraseologia i expressions d'ús en la ciència i la pràctica del dret), biografies, institucions, a més de locucions llatines, sinònims i equivalències en altres llengües. A més de la definició, nombrosos termes inclouen també un desenvolupament temàtic.
L'accés lliure i per internet, sense descartar una possible futura edició en paper, té com a objectiu subministrar una eina als professionals del dret que exerceixen a Catalunya, atesa la preponderància gairebé absoluta del castellà.